# Derde generatie kernreactoren

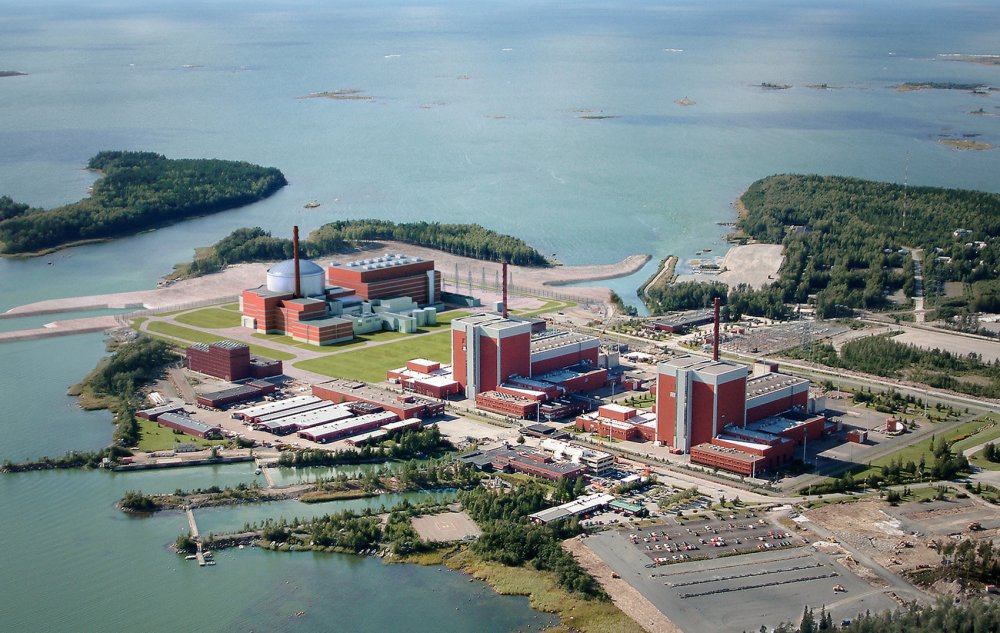
De European Pressurized Reactor van Kerncentrale Olkiluoto

De derde generatie kernreactoren is een verdere ontwikkeling van de tweede generatie kernreactoren. Reactoren van deze derde generatie zijn gebaseerd op veranderingen in het ontwerp tijdens de levensduur van deze eerdere ontwerpen, zoals andere kernbrandstoftechnologie, passieve veiligheidssystemen en gestandaardiseerd ontwerp.
De eerste reactoren van de derde generatie werden in Japan in 1996 in gebruik genomen.
Ontwerpen van de derde generatie zijn onder meer de European pressurized reactor, die op de drukwaterreactor is gebaseerd, en de advanced boiling water reactor, gebaseerd op de boiling water reactor.

## Generatie III+
De reactoren waarbij het ontwerp al is aangepast richting de vierde generatie kernreactoren hebben de naam generatie-III+-reactor.
Voorbeeld van het generatie-III+-type is de economic simplified boiling water reactor, die ook op de boiling water reactor is gebaseerd.